# Institute FC
Institute FC este o echipă de fotbal din Comitatul Londonderry, Irlanda de Nord.

## Palmares
- North West Senior Cup: 3
  - 1997/98, 2002/03, 2008/09
- IFA Intermediate League: 1
  - 2006/07
- B Division Knock-out Cup/IFA Intermediate League Cup: 2
  - 1996/97, 2006/07
- Craig Memorial Cup: 1
  - 1998/99
- Irish Junior Cup: 1
  - 1968/69
- North West Charity Cup: 1
  - 1906/07
- North West City Cup: 6
  - 1962/63, 1965/66, 1969/70, 1970/71, 1974/75, 1979/80
- North West League: 2
  - 1965/66, 1979/80

## Jucători Notabili
- Declan Devine
- Darron Gibson
- Paul Hegarty
- Ryan Semple
- Ivan Sproule